# Uno Albert Almqvist

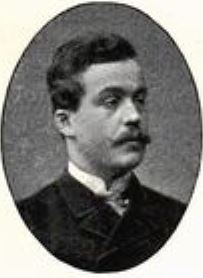
Uno Albert Almqvist.

Uno Albert Almqvist, U. Alb. Almqvist, född 25 februari 1865 i Göteborg, död 1 mars 1929 i Stockholm, var en svensk journalist. 
Almqvist blev student vid Uppsala universitet 1886, redaktionssekreterare i Motala-Posten 1893, var redaktör för Norrbottens Allehanda 1893–1901 och dess utgivare 1894–1901, redaktör och utgivare av Söderhamns Tidning 1901–1902, medarbetare i Stockholms Dagblad 1903, medarbetare och stockholmsredaktör i den i Göteborg utgivna veckotidningen Lektyr 1905–1906, redaktör för Stockholms Handelstidning 1906–1907 och för Sveriges Handels- och Industritidning 1907 samt medarbetare i Populärt Magasin från 1909. Han översatte verk av Will Levington Comfort, Stanisław Rożniecki och Lauritz Petersen till svenska (1913–1925).